# Feels So Good
Feels So Good es un álbum de estudio del músico estadounidense Chuck Mangione. Fue publicado el 8 de diciembre de 1977 por A&M Records. El álbum alcanzó el puesto #2 en el Billboard 200 y fue certificado 2× platino por la Recording Industry Association of America (RIAA).

## Recepción de la crítica
Scott Yanow de AllMusic comentó: ”El líder [Chuck Mangione] tiene algunos buenos solos, al igual que [Grant] Geissman y el saxofonista Chris Vadala, y los conjuntos del quinteto son generalmente escasos y atractivos. Lástima que, en cierto modo, este haya sido el último lanzamiento valioso de Chuck Mangione hasta la fecha; el éxito detuvo su crecimiento artístico”. El sitio web Matt Lynn Digital calificó Feels So Good como “uno de los mejores álbumes de 1977 [que] nunca apareció en la lista de ‘mejores álbumes de un año determinado’ de la revista Rolling Stone”.

## Lista de canciones
Todas las canciones escritas y compuestas por Chuck Mangione.
Lado uno
1. «Feels So Good» – 9:43
2. «Maui-Waui» – 10:14
3. «Theme from “Side Street”» – 2:06

Lado dos
1. «Hide and Seek (Ready or Not Here I Come)» – 6:26
2. «Last Dance» – 10:55
3. «The XIth Commandment» – 6:37

## Posicionamiento

### Gráfica semanal
| Gráfica (1977–78)                           | Pico de posición |
| ------------------------------------------- | ---------------- |
| Australia (Kent Music Report)               | 59               |
| Canadá (RPM Top Albums/CDs)                 | 2                |
| Estados Unidos (Billboard 200)              | 2                |
| Estados Unidos (Cashbox Top 100)            | 2                |
| Estados Unidos (Cashbox Top 40 Jazz Albums) | 1                |
| Estados Unidos (Cashbox Top 75 R&B Albums)  | 31               |
| Nueva Zelanda (Recorded Music NZ)           | 19               |

| Gráfica (2020)                                      | Pico de posición |
| --------------------------------------------------- | ---------------- |
| Estados Unidos (Billboard Contemporary Jazz Albums) | 12               |

### Gráfica de fin de año
| Gráfica (1978)                   | Pico de posición |
| -------------------------------- | ---------------- |
| Estados Unidos (Billboard 200)   | 6                |
| Estados Unidos (Cashbox Top 100) | 21               |

## Certificaciones y ventas
| País                  | Certificación | Ventas    |
| --------------------- | ------------- | --------- |
| Estados Unidos (RIAA) | 2× Platino    | 2,000,000 |